# Thalassornis leuconotus
El pato dorsiblanco  (Thalassornis leuconotus) es una especie de ave anseriforme de la familia Anatidae. Es el único miembro del género Thalassornis. Es diferente de todos los demás patos, y está más estrechamente relacionado con los patos silbones de la subfamilia Dendrocygninae, aunque también tiene similitud con los patos de la subfamilia Oxyurinae. A veces se le considera dentro de la subfamilia Thalassorninae (siendo el único miembro), mientras que otras clasificaciones incluyen esta especie en la subfamilia Dendrocygninae.
Estos patos son buenos buceadores, y pueden quedarse bajo el agua durante más de un minuto; buscan ninfas de insectos, sobre todo.
Esta especie vive en África, especialmente entre Senegal y Chad, en el oeste, y Etiopía y África austral, al este. Su hábitat consiste en lagos, estanques y pantanos, donde se camuflan bien contra las aves rapaces.
Hay dos subespecies: Thalassornis leuconotus leuconotus y Thalassornis leuconotus insularis. Esta última vive en Madagascar, y se considera que ha sido puesta en peligro debido a la caza, la pérdida del hábitat y la introducción de especies exóticas que compiten con ella.